# Palu'e
Palu'e ist eine indonesische Insel in der Floressee und gehört zu den Kleinen Sundainseln. Die Insel gehört zu einer Zone verstärkter Erdbeben- und Vulkanaktivitäten, die sich am Nordostrand des Indischen Ozeans erstreckt.

## Geographie
Palu'e liegt ungefähr 18 Kilometer nördlich von Flores. Die kreisrunde Insel mit einem Durchmesser von mehr als 6 Kilometern hat eine Fläche von 41 Quadratkilometern. Rund 10.000 Einwohner verteilen sich auf acht Bergdörfer. Die Bewohner der Insel haben eine eigene Sprache, die ebenfalls Palu'e genannt wird und die zu den zentral-malayo-polynesischen Sprachen gehört.

## Vulkan
Die Insel wird dominiert von dem 875 Meter hohen Stratovulkan Paluweh (auch Rokatenda genannt). Die letzten schweren Ausbrüche ereigneten sich in den Jahren 1928 und 1964. Seit Herbst 2012 ist er wieder verstärkt aktiv. Nachdem sich Anfang Februar 2013 ein schwerer Ausbruch mit einer 4000 Meter hohen Aschewolke ereignete, der dazu führte, dass viele Menschen die Insel verließen, kam es am 10. August 2013 zu einem weiteren Ausbruch, wobei sechs Menschen getötet wurden und 3000 Einwohner auf die Nachbarinsel Flores in Sicherheit gebracht wurden. Aufgrund der anhaltenden Vulkanaktivitäten versucht der Katastrophenschutz die noch verbliebenen Bewohner davon zu überzeugen, dauerhaft nach Flores umzusiedeln.